# Henry Mackenzie

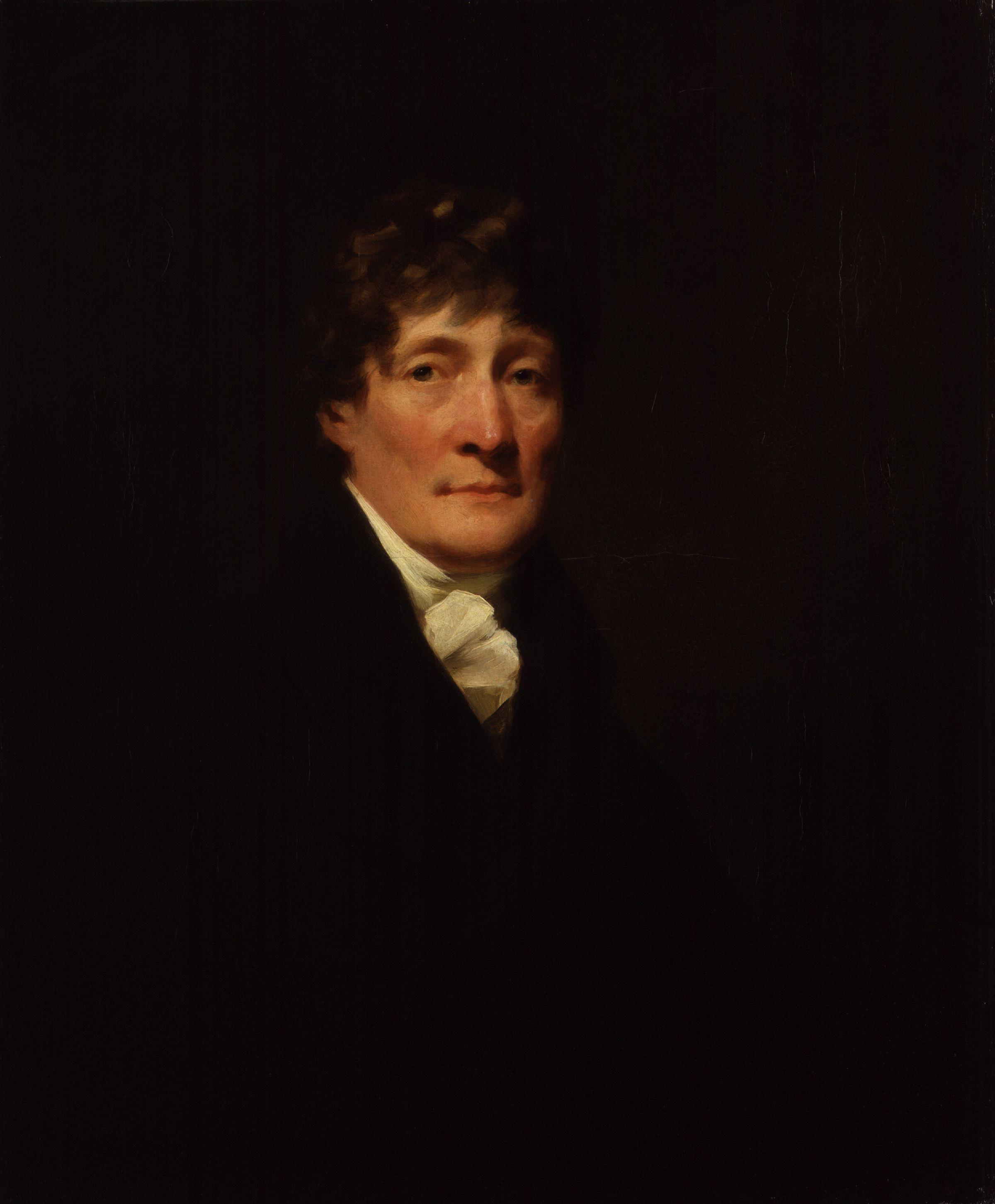
Henry Mackenzie

Henry Mackenzie (* 26. Juli 1745 in Edinburgh, Schottland; † 14. Januar 1831 ebenda) war ein schottischer Schriftsteller.

## Leben
Sein bekanntestes Werk, The Man of Feeling (deutsch Der Mann von Gefühl), wurde 1771 anonym veröffentlicht. Dieser Roman, bei dem der Einfluss von Laurence Sterne spürbar ist, gilt als typisches Beispiel für die Literatur der Empfindsamkeit. 1773 veröffentlichte er seinen nächsten Roman The Man of the World. 1781 folgte der Briefroman Julia de Roubignei, den manche Zeitgenossen als Mackenzies bestes Buch schätzten.
1783 wurde er zum Mitglied der Royal Society of Edinburgh gewählt.